# 阿拉善高原
阿拉善高原（英語：Alashan Plateau）位于中国内蒙古自治区西部阿拉善盟，是内蒙古高原的一部分。
“阿拉善”这个词来源于古代突厥语，是“贺兰”的另一种音译，意思是“斑驳”，或是古代传说中的一种怪兽“駮”。《山海经》中曾经提过：“中曲之山……有兽焉，其壮如马而白身黑尾，一角，虎牙爪，音如鼓，其名曰駮，是食虎豹，可以御兵。”似乎类似西方传说的独角兽。
阿拉善高原的平均海拔高度为900-1400米，面积约25万平方千米，其中分布有三个大沙漠：巴丹吉林沙漠、腾格里沙漠和乌兰布和沙漠，几乎占高原面积的1/3。另外1/3是北部的戈壁沙漠向南延伸的部分。东南部是贺兰山，东北部为阴山余脉和黄河，西部是马鬃山，南部为合黎山和龙首山，从三面包围致使沙漠没有继续扩张。
沙漠中间分布着500多个咸水湖和淡水湖，还有许多产盐的盐池，最著名的如吉兰泰盐池。
阿拉善高原只有西部居延海周围的额济纳旗所在的额济纳盆地，由于有祁连山融化的雪水注入，水草丰美，绿草如茵，湖水荡漾，被称为沙漠中的绿洲，是良好的牧场。居延海号称天鹅湖，是天鹅夏季繁衍地之一。
阿拉善高原处于沙漠包围之中，是典型的温带大陆性气候，干旱少雨，风大沙多，冬寒夏热，昼夜温差大，是中国沙尘暴的重要发源地之一。
阿拉善高原是世界最大的双峰骆驼产地，1981年曾达到25万峰，占全世界双峰骆驼的1/6，全中国的1/4，一进阿拉善随时可以见到成百峰的骆驼群。但现在由于骆驼作为交通工具的重要性正在降低，而骆驼产品如肉、绒等不如羊产品价值高，市场的淘汰使得大部分农民放弃饲养骆驼，骆驼数量已经急剧下降到只有6万多峰。目前在全世界双峰骆驼已经成为濒危动物。